# Macedonië op het Eurovisiesongfestival 2004
Macedonië nam deel aan het Eurovisiesongfestival 2004 in Istanboel, Turkije. Het was de 4de deelname van het land op het Eurovisiesongfestival. De selectie verliep via het jaarlijkse Skopje Fest, waarvan de finale plaatsvond op 14 februari 2004. MRT was verantwoordelijk voor de Macedonische bijdrage voor de editie van 2004.

## Selectieprocedure
Om de kandidaat te selecteren voor het festival, koos men ervoor om een nationale finale te organiseren, Skopje fest.
De kandidaat Tose Proeski werd intern gekozen en het lied zou via een nationale finale gekozen worden.
Deze vond plaats in de Universal Hall in Skopje en werd gepresenteerd door Aneta Andonovska en Karolina Petkovska.
Het winnende lied  werd gekozen door televoting,een expertjury en het aanwezige publiek.

| Volgorde | Artiest      | Lied                      | Punten | Plaats |
| -------- | ------------ | ------------------------- | ------ | ------ |
| 1        | Tose Proeski | Daleku od mene            | 183    | 2      |
| 2        | Tose Proeski | Egzoticen son             | 16     | 8      |
| 3        | Tose Proeski | Ljubena                   | 38     | 7      |
| 4        | Tose Proeski | Zošto otide               | 39     | 6      |
| 5        | Tose Proeski | Angel si ti               | 256    | 1      |
| 6        | Tose Proeski | Hej sinooka, hej bosonoga | 75     | 4      |
| 7        | Tose Proeski | Parce od Evropa           | 59     | 5      |
| 8        | Tose Proeski | Go lazam sekoj nov refren | 126    | 3      |

## In Istanboel
In Turkije moest Macedonië optreden als 15de in de halve finale, net na Cyprus en voor Slovenië.
Op het einde van de avond bleek dat ze op een 10de plaats waren geëindigd, met 71 punten. Dit was net genoeg om de finale te bereiken.
Men ontving 1 keer het maximum van de punten.
België en Nederland gaven respectievelijk 0 en 1 punt aan deze inzending.
In de finale moesten ze optreden als 15de net na Rusland en voor Griekenland.
Op het einde van de puntentelling bleken ze op een 14de plaats te zijn geëindigd met 47 punten.
Men ontving 1 keer het maximum van de punten.
België en Nederland gaven geen punten aan deze inzending.

### Gekregen punten

#### Halve Finale
| 12 punten               | 10 punten                | 8 punten                          | 7 punten              | 6 punten                         |
| ----------------------- | ------------------------ | --------------------------------- | --------------------- | -------------------------------- |
| - Servië en Montenegro  |                          | - Albanië - Bosnië en Herzegovina |                       | - Slovenië - Oekraïne            |
| 5 punten                | 4 punten                 | 3 punten                          | 2 punten              | 1 punt                           |
| - Kroatië - Zwitserland | - Griekenland - Roemenië | - Duitsland - Turkije             | - Oostenrijk - Zweden | - Denemarken - Malta - Nederland |

#### Finale
| 12 punten              | 10 punten | 8 punten                | 7 punten   | 6 punten              |
| ---------------------- | --------- | ----------------------- | ---------- | --------------------- |
| - Servië en Montenegro |           | - Bosnië en Herzegovina | - Slovenië | - Albanië             |
| 5 punten               | 4 punten  | 3 punten                | 2 punten   | 1 punt                |
| - Kroatië              | - Turkije | - Oekraïne              |            | - Malta - Zwitserland |

### Punten gegeven door Macedonië

#### Halve Finale
Punten gegeven in de halve finale:
| 12 punten | Albanië               |
| 10 punten | Servië en Montenegro  |
| 8 punten  | Oekraïne              |
| 7 punten  | Griekenland           |
| 6 punten  | Kroatië               |
| 5 punten  | Bosnië en Herzegovina |
| 4 punten  | Malta                 |
| 3 punten  | Nederland             |
| 2 punten  | Finland               |
| 1 punt    | Slovenië              |

#### Finale
Punten gegeven in de finale:
| 12 punten | Albanië               |
| 10 punten | Servië en Montenegro  |
| 8 punten  | Oekraïne              |
| 7 punten  | Griekenland           |
| 6 punten  | Turkije               |
| 5 punten  | Kroatië               |
| 4 punten  | Bosnië en Herzegovina |
| 3 punten  | Malta                 |
| 2 punten  | Zweden                |
| 1 punt    | Spanje                |